# Bắc phương xuy lai thập nguyệt đích phong
"Bắc phương xuy lai thập nguyệt đích phong" (Trung văn: 北方吹来十月的风; Gió tháng mười thổi từ phương bắc) là bài hát cách mạng của Trung Quốc do Lý Hoán sáng tác. Nội dung bài hát nói về cách mạng tháng mười Nga và sự gia đời của Đảng cộng sản Trung Quốc.

## Lời bài hát
| Trung văn 惊醒我们苦弟兄 无产阶级快起来 联合农民去进攻 红旗一举千里明 铁锤一举山河动 中国诞生共产党 燎原星火满天红 |  |  |  | Âm Hán-Việt Kinh tỉnh ngã môn khổ đệ huynh Vô sản giai cấp khoái khởi lai Liên hợp nông dân khu tiến công Hồng kỳ nhất cử thiên lý minh Thiết chùy nhất cử san hà động Trung Quốc đản sinh cộng sản đảng Liệt nguyên tinh hỏa mãn thiên hồng |  |  |  | Dịch nghĩa Đánh thức anh em lao khổ của ta Giai cấp vô sản trỗi dậy vươn lên Liên minh nông dân cùng tấn công Cờ đỏ giương cao sáng nghìn dặm Búa sắt giơ cao dậy núi sông Trung Quốc thành lập đảng cộng sản Đốt cháy khắp nơi bầu trời hồng |